# Arrondissement Boulogne-sur-Mer
Boulogne-sur-Mer is een arrondissement van het Franse departement Pas-de-Calais in de regio Hauts-de-France. De onderprefectuur is Boulogne-sur-Mer.

## Kantons
Het arrondissement is samengesteld uit de volgende kantons:
- Kanton Boulogne-sur-Mer-1 (Bonen-1)
- Kanton Boulogne-sur-Mer-2 (Bonen-2)
- Kanton Desvres
- Kanton Outreau